# Liste der Baudenkmale in Heidesee
In der Liste der Baudenkmale in Heidesee sind alle Baudenkmale der brandenburgischen Gemeinde Heidesee und ihrer Ortsteile Bindow, Blossin, Dolgenbrodt, Friedersdorf, Gräbendorf sowie Prieros aufgelistet. Grundlage ist die Veröffentlichung der Landesdenkmalliste mit dem Stand vom 1. Januar 2025. Die Bodendenkmale sind in der Liste der Bodendenkmale in Heidesee aufgeführt.

## Baudenkmale in den Ortsteilen
In den Spalten befinden sich folgende Informationen:
- ID-Nr.: Die Nummer wird vom Brandenburgischen Landesamt für Denkmalpflege vergeben. Ein Link hinter der Nummer führt zum Eintrag über das Denkmal in der Denkmaldatenbank. In dieser Spalte kann sich zusätzlich das Wort Wikidata befinden, der entsprechende Link führt zu Angaben zu diesem Denkmal bei Wikidata.
- Lage: die Adresse des Denkmales und die geographischen Koordinaten. Link zu einem Kartenansichtstool, um Koordinaten zu setzen. In der Kartenansicht sind Denkmale ohne Koordinaten mit einem roten beziehungsweise orangen Marker dargestellt und können in der Karte gesetzt werden. Denkmale ohne Bild sind mit einem blauen bzw. roten Marker gekennzeichnet, Denkmale mit Bild mit einem grünen beziehungsweise orangen Marker.
- Bezeichnung: Bezeichnung in den offiziellen Listen des Brandenburgischen Landesamtes für Denkmalpflege. Ein Link hinter der Bezeichnung führt zum Wikipedia-Artikel über das Denkmal.
- Beschreibung: die Beschreibung des Denkmales
- Bild: ein Bild des Denkmales und gegebenenfalls einen Link zu weiteren Fotos des Baudenkmals im Medienarchiv Wikimedia Commons

### Bindow
| ID-Nr.   | Lage   | Bezeichnung                                         | Beschreibung | Bild                                                |
| -------- | ------ | --------------------------------------------------- | ------------ | --------------------------------------------------- |
| 09140522 | (Lage) | Stahlfachwerkbrücke über die Dahme (Bindower Fließ) |              | Stahlfachwerkbrücke über die Dahme (Bindower Fließ) |

### Blossin
| ID-Nr.                           | Lage               | Bezeichnung                                              | Beschreibung | Bild                      |
| -------------------------------- | ------------------ | -------------------------------------------------------- | --- | ------------------------- |
| 09141442                         | Anger (Lage)       | Gefallenendenkmal                                        | | BW                        |
| 09140058                         | Anger 7 (Lage)     | Herrenhaus mit Parkanlage                                | Das Rittergut wird das erste Mal im Jahre 1448 erwähnt. Das heutige Herrenhaus wurde von 1729 bis 1740 als Jagdschloss erbaut, der Bauherr war König Friedrich Wilhelm I. Im Jahre 1880 wurde das Herrenhaus umgebaut. Es ist ein zweigeschossiges Haus mit elf Achsen und einem Mansarddach. Heute befindet sich hier eine Einrichtung der Jugendhilfe. | Herrenhaus mit Parkanlage |
| 09141017 Teilobjekt zu: 09140058 | Anger 7 (Lage)     | Gutspark                                                 | | Gutspark                  |
| 09141447                         | Waldweg 1-7 (Lage) | Landarbeiterhaus mit Nebengebäuden und Einfriedungsmauer | | BW                        |

### Dolgenbrodt
| ID-Nr.                           | Lage                    | Bezeichnung                                                                                    | Beschreibung | Bild               |
| -------------------------------- | ----------------------- | ---------------------------------------------------------------------------------------------- | --- | ------------------ |
| 09140654 Wikidata                | An der Dorfaue 3 (Lage) | Vierseithof, bestehend aus Wohnhaus, Großviehstall mit Altenteil, Stall und Durchfahrtsscheune | Das Gehöft befindet sich auf der Südseite des Angers. Es wurde im vierten Viertel des 19. Jahrhunderts bis Anfang des 20. Jahrhunderts errichtet. Bauherren waren Rudolf Minkwitz und Oskar Rasemann. Das um 1900 errichtete Wohnhaus ist ein eingeschossiger massiver Putzbau. Der vierachsige Bau wird von einem Satteldach abgeschlossen und schließt den Hof zum Anger ab. An der Westseite des Hofs befindet sich ein anderthalbgeschossiger Stall, der im letzten Viertel des 19. Jahrhunderts errichtet wurde. Im zur Straße ausgerichteten Giebelbereich befindet sich ein Auszüglerhaus. Abgeschlossen wird der Stall von einem Satteldach. Aus derselben Zeit stammt der Stall an der Ostseite des Hofs. Eine Inschrift weist auf den Umbau im Jahr 1911. Der eingeschossige massive Ziegelbau verfügt über Backofen und Sommerküche. Der Hof wurde durch eine Durchfahrtsscheune zum Nutzgarten und zur Dahme abgeschlossen. Nach einem Brand wurde der Ziegelbau 1919 umgebaut (Inschrift). | weitere Bilder     |
| 09140655 Teilobjekt zu: 09140654 | An der Dorfaue 3 ()     | Wohnhaus                                                                                       | | ein Bild hochladen |
| 09140656 Teilobjekt zu: 09140654 | An der Dorfaue 3 ()     | Stall                                                                                          | Der Stall liegt an der Westseite des Hofs. | ein Bild hochladen |
| 09140657 Teilobjekt zu: 09140654 | An der Dorfaue 3 ()     | Stall                                                                                          | Der Stall liegt an der Ostseite des Hofs. | ein Bild hochladen |
| 09140658 Teilobjekt zu: 09140654 | An der Dorfaue 3 ()     | Scheune                                                                                        | Die Scheune bildet den Abschluss zur Dahme und zum Nutzgarten. | ein Bild hochladen |
| 09140673 Wikidata                | Blindower Allee (Lage)  | Grabanlage Zeidler                                                                             | Die Grabanlage aus Plagwitzer Sandstein befindet sich im nördlichen Bereich des Waldfriedhofs. Die Ausführung oblag dem Steinmetzbetrieb Zeidler und Wimmel. Bauherr war die Familie Zeidler. Bewidmet ist die Grabanlage wie folgt: - Zeidler, Carl, Steinmetzmeister, Hofsteinmetzmeister, 1845-1906 - Zeidler, Selma, geb. Westphal, 1862-1938 - Zeidler, Otto, Steinmetzmeister, Hofsteinmetzmeister, 1847-1909 - Stelzner, Charlotte, geb. Zeidler, 1885-1935 - Mentzing, Johanna, geb. Zeidler, 1886-1932 - Zeidler, Gustav, 1852-1855 - Mentzing, Margot, 1915-1916 | weitere Bilder     |

### Friedersdorf
| ID-Nr.                           | Lage                                 | Bezeichnung | Beschreibung | Bild           |
| -------------------------------- | ------------------------------------ | --- | --- | -------------- |
| 09140480                         | Bahnhofstraße 9 (Lage)               | Bahnhof Friedersdorf: bestehend aus Empfangsgebäude, Güterschuppen einschließlich Auffahrtrampe sowie Toilettenhaus | Bahnhofsempfangsgebäude: Zweigeschossiger Ziegelbau auf T-Förmigem Grundriss. Verfügt über ein Krüppelwalm- und Satteldach. Erbaut im Jahr 1898.                                                   | weitere Bilder |
| 09141287 Teilobjekt zu: 09140480 | Bahnhofstraße 9 (Lage)               | Güterschuppen | Eingeschossiger Fachwerk-Ziegelbau mit Satteldach. Ein Zwischenbau stellt die Verbindung zum Empfangsgebäude her. Der Güterschuppen steht westlich vom Empfangsgebäude. Datiert auf das Jahr 1898. | Güterschuppen  |
| 09141288 Teilobjekt zu: 09140480 | Bahnhofstraße 9 (Lage)               | Toilettenhaus | Eingeschossiger Ziegelbau mit Frackdach (Saltbox). Der Güterschuppen steht östlich vom Empfangsgebäude, mit diesem aber nicht verbunden. Datiert auf das Jahr 1898.                                | Toilettenhaus  |
| 09140341                         | Hauptstraße / Berliner Straße (Lage) | Tankstelle | | weitere Bilder |
| 09140950 Wikidata                | Lindenstraße (Lage)                  | Dorfkirche | Die neugotische Dorfkirche entstand in den Jahren 1878 bis 1880. | weitere Bilder |
| 09140090                         | Lindenstraße 15 (Lage)               | Forsthaus | | weitere Bilder |
| 09140966                         | Wolziger Chaussee 3 (Lage)           | Tankstelle mit Tankhaus, Pflasterung und Befestigung der Auffahrten sowie Arbeitsgrube                              | | weitere Bilder |

### Gräbendorf
| ID-Nr.                           | Lage                          | Bezeichnung                                                                    | Beschreibung | Bild           |
| -------------------------------- | ----------------------------- | ------------------------------------------------------------------------------ | --- | -------------- |
| 09140107 Wikidata                | Dorfanger 4 (Lage)            | Dorfkirche und Kirchhofmauer                                                   | Die evangelische Dorfkirche wurde wahrscheinlich um das Jahr 1350 erbaut. Im Dreißigjährigen Krieg wurde sie zerstört. 1662 wurde die Kirche wieder aufgebaut. | weitere Bilder |
| 09140614 Teilobjekt zu: 09140107 | Dorfanger 4 (Lage)            | Orgel                                                                          | | BW             |
| 09140108                         | Karl-Woitschach-Straße (Lage) | Sowjetischer Ehrenfriedhof für 78 gefallene sowjetische Soldaten und Offiziere | | weitere Bilder |

### Kolberg
| ID-Nr.                           | Lage           | Bezeichnung | Beschreibung                                                                                               | Bild               |
| -------------------------------- | -------------- | --- | --- | ------------------ |
| 09140555 Wikidata                | Ring 60 (Lage) | „Zentral-Institut für Funktechnik“ (ZIF) bestehend aus: Hauptlaborgebäude mit Verbindungsbau, Messturm, Versorgungsgebäude, Wachhaus, Werkstattgebäude, Heizhaus, Garagengebäude, zwei Verbindungsgänge, Toranlage, Einfriedungsmauer sowie Energiezentrale und alte Messhalle mit Nebengebäude einschließlich historische Freiraumgestaltung des Institutsgeländes | | weitere Bilder     |
| 09141336 Teilobjekt zu: 09140555 | Ring 60 ()     | Laborgebäude | Es handelt sich um das Hauptlaborgebäude, ein zweigeschossiger Bau, datiert auf die Jahre 1955/1958.       | ein Bild hochladen |
| 09141337 Teilobjekt zu: 09140555 | Ring 60 ()     | Messturm | Neungeschossiger Bau, datiert auf die Jahre 1955/1958.                                                     | ein Bild hochladen |
| 09141338 Teilobjekt zu: 09140555 | Ring 60 ()     | Mensagebäude | Datiert auf 1955/1958.                                                                                     | ein Bild hochladen |
| 09141339 Teilobjekt zu: 09140555 | Ring 60 ()     | Wachhaus | Befindet sich in der nordwestlichen Hofecke. Eingeschossiger Bau aus den Jahren 1955/1958.                 | ein Bild hochladen |
| 09141340 Teilobjekt zu: 09140555 | Ring 60 ()     | Werkstattgebäude | Ein- und zweigeschossiger Bau, datiert auf 1955/1958.                                                      | ein Bild hochladen |
| 09141341 Teilobjekt zu: 09140555 | Ring 60 ()     | Heizhaus | Ein- und zweigeschossiger Bau, datiert auf 1955/1958.                                                      | ein Bild hochladen |
| 09141342 Teilobjekt zu: 09140555 | Ring 60 ()     | Elektrozentrale | Zweigeschossiger Bau mit Satteldach. Datiert auf 1955/1958.                                                | ein Bild hochladen |
| 09141343 Teilobjekt zu: 09140555 | Ring 60 ()     | Messhalle | Es handelt sich um die Alte Messhalle: Zweigeschossiger Fachwerkbau mit Satteldach. Datiert auf 1955/1958. | ein Bild hochladen |
| 09140639 Teilobjekt zu: 09140555 | Ring 60 ()     | Grünanlage | Die Grünanlage umfasst das gesamte Gelände. Datiert auf 1955/1958.                                         | ein Bild hochladen |

### Prieros
| ID-Nr.                           | Lage                             | Bezeichnung                                                                                      | Beschreibung | Bild           |
| -------------------------------- | -------------------------------- | ------------------------------------------------------------------------------------------------ | --- | -------------- |
| 09140947                         | An der Dubrow 21 (Lage)          | Sporthaus Dubrow-Prierosbrück, heute Kinder-, Jugend und Familiennaherholung Prieros gGmbH (KJF) | | weitere Bilder |
| 09140258                         | Arnold-Breithor-Straße 8a (Lage) | Alte Schule                                                                                      | | Alte Schule    |
| 09140257 Wikidata                | Prieroser Dorfaue 1 (Lage)       | Fachwerkwohnhaus (heute Heimathaus mit Heimatmuseum)                                             | Das Gebäude wurde vermutlich im 18. Jahrhundert errichtet und dient seit 1955 als Heimatmuseum. | weitere Bilder |
| 09140541 Wikidata                | Prieroser Dorfaue 14 (Lage)      | Dorfkirche                                                                                       | Neuromanischer Backsteinbau, 1875 eingeweiht, mit einer Orgel von Wilhelm Remler und einem Altaraufsatz aus der Vorgängerkirche mit dem Datum (1675), Namen und Wappen der Stifterfamilie von Hacken | weitere Bilder |
| 09140617 Teilobjekt zu: 09140541 | Prieroser Dorfaue 14 (Lage)      | Orgel                                                                                            | Das Instrument aus dem Jahr 1875 stammt vom Berliner Orgelbauer Wilhelm Remler. | BW             |
| 09140626 Teilobjekt zu: 09140541 | Prieroser Dorfaue 14 (Lage)      | Glocke                                                                                           | Bronze; angefertigt im Jahre 1824. | BW             |

### Streganz
| ID-Nr.   | Lage          | Bezeichnung               | Beschreibung | Bild               |
| -------- | ------------- | ------------------------- | ------------ | ------------------ |
| 09141429 | Dorfaue 17 () | Stallgebäude mit Hofmauer |              | ein Bild hochladen |

### Wolzig
| ID-Nr.   | Lage                          | Bezeichnung | Beschreibung                                             | Bild |
| -------- | ----------------------------- | --- | -------------------------------------------------------- | --- |
| 09140799 | Spreenhagener Straße 1 (Lage) | Ehemaliges Jugend- und Lehrheim (Fürsorgeerziehungsanstalt) des Deutsch-Israelitischen Gemeindebundes. Im Jahr 2001 erfolgte eine Sanierung, 2003 ein Eigentumswechsel an ein biopharmazeutisches Unternehmen. | Dreigeschossiger Bau mit Bogendach. Erbaut im Jahr 1929. | Ehemaliges Jugend- und Lehrheim (Fürsorgeerziehungsanstalt) des Deutsch-Israelitischen Gemeindebundes. Im Jahr 2001 erfolgte eine Sanierung, 2003 ein Eigentumswechsel an ein biopharmazeutisches Unternehmen. |

## Ehemalige Denkmale
| ID-Nr.   | Lage                              | Bezeichnung                    | Beschreibung | Bild |
| -------- | --------------------------------- | ------------------------------ | --- | --- |
| 09140259 | Prieros An der Dahmebrücke (Lage) | Lehnschulzenhaus               | Denkmalschutz des Lehnschulzenhauses wurde aufgrund eines Bauvorhabens entfernt.                                        | Lehnschulzenhaus |
| 09140335 | Prieros An der Dubrow (Lage)      | Gedenkstein für Ernst Thälmann | Der Gedenkstein für Ernst Thälmann befand sich auf dem Gelände eines Kinder- und Jugendheimes und war nicht zugänglich. | [[Vorlage:Bilderwunsch/code!/C:52.221067,13.760617!/D:Prieros An der Dubrow, Gedenkstein für Ernst Thälmann!/\|BW]] |